# Camp der Verdammten
Camp der Verdammten ist ein deutscher Abenteuerfilm von 1961 unter der Regie von Ernst von Theumer. Hellmut Lange, Christiane Nielsen, Ellen Schwiers und der türkische Schauspieler Ekrem Bora spielen die Hauptrollen in dieser Geschichte auf der Jagd nach einem sagenhaften Goldschatz in einem Königsgrab, die den Beteiligten kein Glück bringt.

## Handlung
Der ehemalige Fremdenlegionär Harald Birk ist nach Anatolien aufgebrochen, um dort seinen Freund Toni, der in einem Ölcamp arbeitet, wiederzusehen. Die Männer besitzen eine Lageskizze zu einem Königsgrab, in dem antike Kostbarkeiten vermutet werden. Bei seiner Ankunft macht er die Bekanntschaft von Kerima, die in einer Bar arbeitet, in der sich die Ölarbeiter nach Feierabend vergnügen. Außerdem lernt er dort Ingrid kennen, die den Damenflor der Gästebetreuung anführt. Obwohl das Camp für Frauen streng verboten ist, hält Ingrid sich dort immer wieder auf. Da der Vorarbeiter Cemal ihr Freund ist, leitet sie daraus Sonderrechte für sich ab.
Im Camp, in dem sich Birk als neuer Obermechaniker vorstellen soll, gerät er sogleich mit dem arroganten Cemal aneinander. Toni stellt ihm George vor, einen Archäologen, den sie im Camp „Professor“ nennen, er ist dorthin zwangsverpflichtet worden, weil er unerlaubte Grabungen vorgenommen hatte. Die beiden Freunde weihen George in ihren Plan ein, ein altes Königsgrab im Olympus zu finden und den Schatz, den es enthalten soll, zu bergen. Da George zu viel trinkt und dann redselig wird, bekommen Ölarbeiter, die mit Cemal befreundet sind, Wind von der Sache und sind fest entschlossen, ihrerseits den Schatz zu bergen.
Als Harald Kerima von seinem Plan erzählt und dass er weg müsse, gesteht sie ihm ihre Liebe und Harald, der ihre Gefühle erwidert, ist einverstanden sie mitzunehmen. Über Ingrid, die Harald und Kerima beobachtet hat, erfährt Cemal, dass Harald sowie seine Freunde Toni, Peter und George ihren Plan bereits umsetzen und mit einem Laster abgefahren sind. Cemal stellt außerdem fest, dass sie eine Kiste Dynamit haben mitgehen lassen.
Cemal bricht mit Joe und Faso sowie Ingrid nun ebenfalls auf. Da sie ein Schiff benötigen, ziehen sie den Fischer Elid mit dem Versprechen, mit ihm zu teilen, auf ihre Seite. Dass sie ihn nur benutzen wollen, ist Ingrid, die sich in Elid verguckt hat, schnell klar. Gerade als die Situation zwischen den Männern eskaliert, treffen die verschiedenen Lager aufeinander. Cemal erzwingt eine Zusammenarbeit, indem er droht, sie alle mit dem mitgeführten Dynamit in die Luft zu sprengen. Cemals Männer sabotieren ein Seil, an das Peter gebunden war und kommentieren seinen Absturz zynisch: „Einer weniger zum Teilen.“ Tonis Einschreiten als Faso Kerima vergewaltigen will, bezahlt dieser mit dem Leben. Außer sich vor Wut ertränkt Harald den Mann.
Als Harald bei Ingrid eine Blutvergiftung feststellt, schickt er sie mit Elid zu einem Arzt in Antalya. Kurz darauf sind die Männer am Ziel, das Grab ist geöffnet. George verhält sich in der Folgezeit seltsam. „Es ist der Weg des Todes, den wir treten, mit jedem Schritt wird meine Seele stiller“, meint er. Kurz darauf stürzt er sich von einer Mauer in den Tod. Zwischen Joe und Cemal kommt es zu einem Missverständnis, das Joe mit dem Tod bezahlt. Nun sind nur noch Harald und Cemal sowie Kerima übrig. Zusammen bringen sie die Kiste mit dem Goldschatz bis zum Wasser und laden sie in ein Boot. Da das Boot überladen ist, müssen sie die Goldkiste über Bord gehen lassen, wobei das Boot kentert. Cemal, der nicht schwimmen kann, verliert dabei sein Leben. Kerima und Harald werden von einem vorüberkommenden Schiff aufgenommen.

## Produktionsnotizen
Die Produktionsfirma Ernst Ritter von Theumer Film- und Fernsehproduktion zeichnet für den Film verantwortlich. Die Uraufführung von Camp der Verdammten fand am  23. März 1962 in mehreren Kinos in Hannover statt.
Peter Kirsten, der im Film als Peter agiert, singt
- Der alte Scheich
- Die Wolken ziehen vorbei

Die Liedtexte stammen von Joe Lordup. Die Lieder sind veröffentlicht worden als „Melodien auf Metronom-Schallplatte“.

### DVD
Der Film ist bisher nur bei Taurus auf VHS-Video erschienen.

## Kritik
Das Lexikon des Internationalen Films befand das der Film „spannungsarm und stümperhaft“ inszeniert sei und „nur die faszinierenden Naturkulissen Anatoliens einigen Reiz“ böten.